# Par (Unix)
Il programma par per computer è un'utility di formattazione del testo per sistemi operativi Unix e Unix-like, scritta da Adam M. Costello come sostituto per il comando fmt.
par riformatta i paragrafi di testo per adattarli in modo ottimale ad una determinata lunghezza di riga, mantenendo intatti prefissi e suffissi, il che è utile per formattare i commenti nel codice sorgente. Comprende anche le convenzioni comunemente usate per citare le risposte alle e-mail ed è in grado di riformattare in modo intelligente questi diversi livelli in profondità mentre rielabora il testo che citano.
Par può essere invocato da editor di testo come Vim o Emacs. Per supportare Unicode par deve essere compilato con una patch che aggiunga il supporto per caratteri multibyte, in genere la codifica UTF-8.
A differenza di fmt, par supporta anche la giustificazione del testo.